# Pârâul Satului, Tăcașele
Pârâul Satului este un curs de apă, afluent al râului Tăcașele. 

## Hărți
- Harta interactivă județul Arad
- Harta munții Apuseni
- Harta munții Codru-Moma Arhivat în 9 iunie 2008, la Wayback Machine.]